# Simon Rex
Simon Rex, geboren als Simon Rex Cutright (San Francisco, 20 juli 1974) is een Amerikaanse acteur, die het meest bekend als videojockey voor MTV. Ook is hij als model werkzaam (geweest).

## Biografie
Twee jaar voordat Rex begon bij MTV, in 1994, speelde hij in verschillende solo-masturbatiefilms, gericht op mannen.
MTV hield Simon twee jaar lang op televisie nadat zijn pornofilms uitkwamen, hierdoor werd de videojockey steeds meer bekend. Nadat MTV Simon liet gaan gedurende een update in hun VJ-collectie ging hij zich concentreren in acteren. Hij verscheen als Eli in de televisieserie Felicity en had verschillende kleine rollen in Baywatch, Everwood en Summerland.
Onder het pseudoniem Dirt Nasty maakt Rex hiphopmuziek.
Rex verscheen ook in verschillende films zoals in Scary Movie 3, Scary Movie 4. Hij speelde ook naast Paris Hilton in de film Pledge This! en had een relatie met Jaime Pressly gedurende de filmopnames.

## Filmografie
- Bibsys: 13057245
- Biblioteca Nacional de España: XX1593550
- Bibliothèque nationale de France: cb15661594x (data)
- Gemeinsame Normdatei: 1061835243
- International Standard Name Identifier: 0000 0001 1457 5161
- Library of Congress Control Number: no2010180533
- MusicBrainz: c0461790-aba7-49b8-9ee4-7981168353cc
- Virtual International Authority File: 161161170
- WorldCat: E39PBJqbjhrCD4kxFBV4q4Cfbd